# ديفيد دوسن (سياسي)
ديفيد دوسن (بالإنجليزية: David Dawson)‏ هو سياسي أمريكي، ولد في 5 أكتوبر 1973 في شيروكي في الولايات المتحدة. حزبياً، نشط في Iowa Democratic Party ‏ والحزب الديمقراطي. وقد انتخب عضو مجلس نواب ولاية ايوا.